# 臼野村
臼野村（うすのむら）は、大分県西国東郡にあった村。現在の豊後高田市の一部にあたる。

## 地理
国東半島の西北部、臼野川の河谷一帯に位置していた。

## 歴史
- 1875年（明治8年）国東郡臼野村、泊村、横内村、山畑村が合併し東真玉村が成立[2]。
- 1878年（明治11年）11月1日、国東郡の分割により西国東郡に所属。
- 1889年（明治22年）4月1日、町村制の施行により、西国東郡東真玉村が単独で村制施行し、改名して臼野村が発足[1][2]。旧村名を継承した東真玉の1大字を編成[2]。
- 1954年（昭和29年）3月31日、西国東郡真玉村、上真玉村と合併し真玉村が存続して廃止された[1][2]。大字東真玉は真玉村の臼野地区となる[2]。

## 産業
- 農業[2]